# Каменно-Бродский Свято-Троицкий Белогорский монастырь
Каменно-Бродский Свято-Троицкий Белогорский монастырь — мужской монастырь Урюпинской епархии Русской православной церкви, а также одноимённые региональный памятник природы (Белогорский Свято-Троицкий Каменнобродский монастырь по документам), расположенный в Ольховском районе Волгоградской области неподалёку от села Каменный Брод.
Основан в 1860 году. При Советской власти многие строения монастыря были разрушены и вместо них были построены конюшни, но сейчас ведётся реконструкция храмов.

## История
По преданию, на месте монастыря ещё до нашествия татаро-монголов существовал мужской скит с очень строгим уставом. В 1860 году в Каменном Броде была основана Свято-Троицкая Каменнобродская женская община. В 1865 году на средства народной советницы Серафимы Персидской была построена церковь в честь чудотоворной иконы Божией Матери «Всех Скорбящих Радость». После 1928 года был закрыт, находился в заброшенном состоянии. В 1992 году монастырь был восстановлен как Каменнобродский Свято-Троицкий мужской монастырь. 27 августа 1996 года наместником монастыря был назначен иеромонах Елисей (Фомкин).

## Достопримечательности
Святые источники
На землях монастыря имеется много святых источников с различной на вкус водой (всего найдено 5 источников), в том числе радоновый, серебряный и сероводородный.
Монастырские пещеры
Рядом с монастырём расположена Святая гора, в которой находятся монастырские пещеры. 
Свободного входа в пещеры нет, экскурсию проводит представитель монастыря, и только по малой части подземных ходов. Зато остается множество неразгаданных загадок, будоражащих воображение. Согласно легендам, преданиям и воспоминаниям старожилов: трёх- или четырёхъярусные подземелья тянутся на десятки километров, в том числе под самим монастырем, через подземные ручьи и горы. Помимо келий монахов, подземной часовни есть и большой круглый зал с выточенными из мела круглым столом посередине, стульями, чашами для масла и святой воды. В пещерах в советские времена атеизма скрывались монахи. Лабиринты строились таким образом, что их легко можно было затворить. По рассказам местных жителей в пещерах находили даже лодку. Сейчас периодически наблюдаются провалы и просадки грунта, в том числе на территории монастыря. Сегодня работу по исследованию и расчистке второго яруса ведут специалисты-спелестологи и сами монахи. Туристам же пока доступен для осмотра только верхний первый ярус, а также огороженный таинственный ход вниз, на котором экскурсия и заканчивается.
Дубовая роща

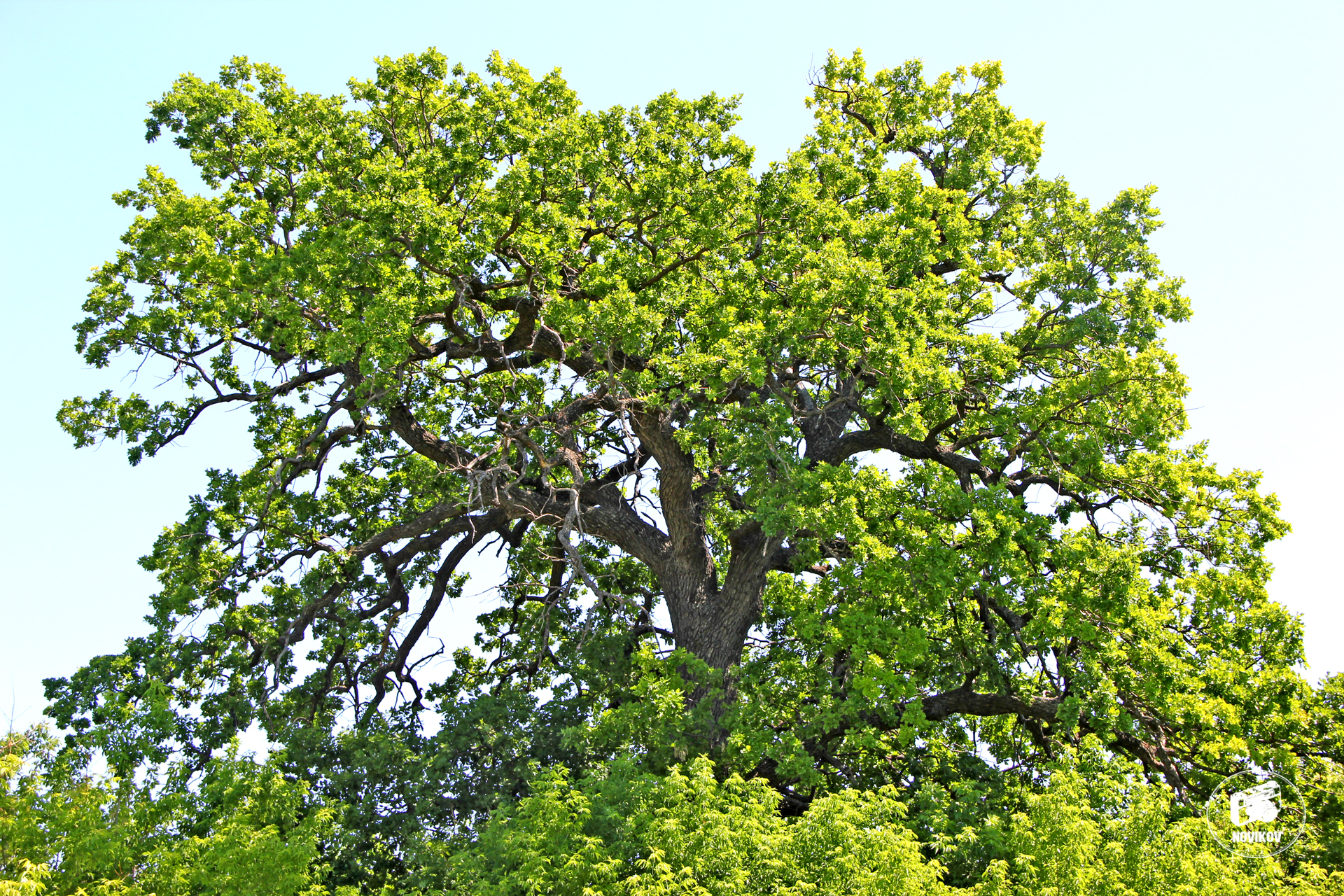
Один из дубов

На землях Свято-Троицкого монастыря находится природный памятник — дубы-великаны возрастом от 300 до 400 лет. Величина крон достигает у некоторых более 20 м, высота — 15 м, диаметр стволов — 2 м. Среди этих дубов идет дорога, специально вымощенная к приезду императрицы Елизаветы Петровны. Как и Петр I, она посещала целебные источники, в которых течет различная на вкус и по составу вода.
Иконы
В монастыре хранится особо чтимая чудотоворная икона Божией Матери «Всех Скорбящих Радость».

## Памятник природы
Белогорский Свято-Троицкий Каменнобродский монастырь — памятник природы регионального значения, созданный с целью сохранения уникального природного комплекса — ландшафта с большим разнообразием видов меловой флоры, занесённых в Красную книгу Волгоградской области, и остатков дубравы с деревьями 300—400-летнего возраста. Памятник природы учреждён постановлением главы администрации Волгоградской области от 7.10.2010 № 1616 «О памятнике природы регионального значения „Белогорский Свято-Троицкий Каменнобродский монастырь“ в границах Ольховского муниципального района Волгоградской области». 
Площадь ООПТ — 866 га. Физико-географический регион: Восточно-Европейская равнина, Приволжская возвышенность, район Иловлинско-Медведицкий, подрайон низких плато. Природная зона — степная, подзона — сухих степей на каштановых почвах. Климат засушливый. Ландшафт: Иловлинский пойменный плоскоравнинный лесолуговой. На меловых склонах — неполноразвитые скелетные каштановые легкосуглинистые и супесчаные почвы. Под пойменным лесом — аллювиальные лесные среднегумусные среднемощные тяжело суглинистые почвы. Почвообразующие породы — меловые отложения. Коренные породы — глауконитово-слюдистые зеленовато-серые пески, относящимися к сеноманскому ярусу.
Рельеф представлен правым берегом реки Иловли, её поймой и первой надпойменной террасой. Долина врезана в денудационное плато с отметками рельефа + 150, + 180 м, расчленённое густой сетью оврагов. Овраги образуют конусы выноса, которые накладываются на пойму. На этих конусах выноса расположены дубы-великаны. На территории имеется ручей, старица реки Иловли. Растительность лугово-разнотравная на пойменных участках и изреженная меловая на меловых склонах. На территории ООПТ выявлено около 150 видов растений, в том числе занесённых в Красные книги Российской Федерации и Волгоградской области — 4 вида, насекомых — более 50 видов, в том числе занесённых в Красный список МСОП — 1 вид, в Красную книгу Российской Федерации — 4 вида, в Красную книгу Волгоградской области — 1 вид, земноводных — 2 вида, пресмыкающихся — 5 видов, в том числе занесённых в Красную книгу Волгоградской области — 1 вид, птиц — около 20 видов, млекопитающих — около 5 видов.
Особую ценность представляют дубы 400-летнего возраста и заросли можжевельника казацкого.
Объекты растительного мира, занесённые в Красные книги Российской Федерации и Волгоградской области:
1. Рябчик русский (Fritillaria ruthenica Wikstr.) — категория статуса редкости на территории Волгоградской области 3б; региональный критерий редкости В; категория статуса редкости по Красной книге Российской Федерации 3.
2. Копеечник меловой (Hedysarum cretaceum Fisch.) — категория статуса редкости на территории Волгоградской области 3а; региональный критерий редкости A, L; категория статуса редкости по Красной книге Российской Федерации 3.

Объекты растительного мира, занесённые в Красную книгу Волгоградской области:
1. Можжевельник казацкий (Juniperus sabina L.) — категория статуса редкости на территории Волгоградской области 2а; региональный критерий редкости А.
2. Ковыль меловой (Stipa cretacea P.Smirn.) — категория статуса редкости на территории Волгоградской области 3а; региональный критерий редкости А, L.

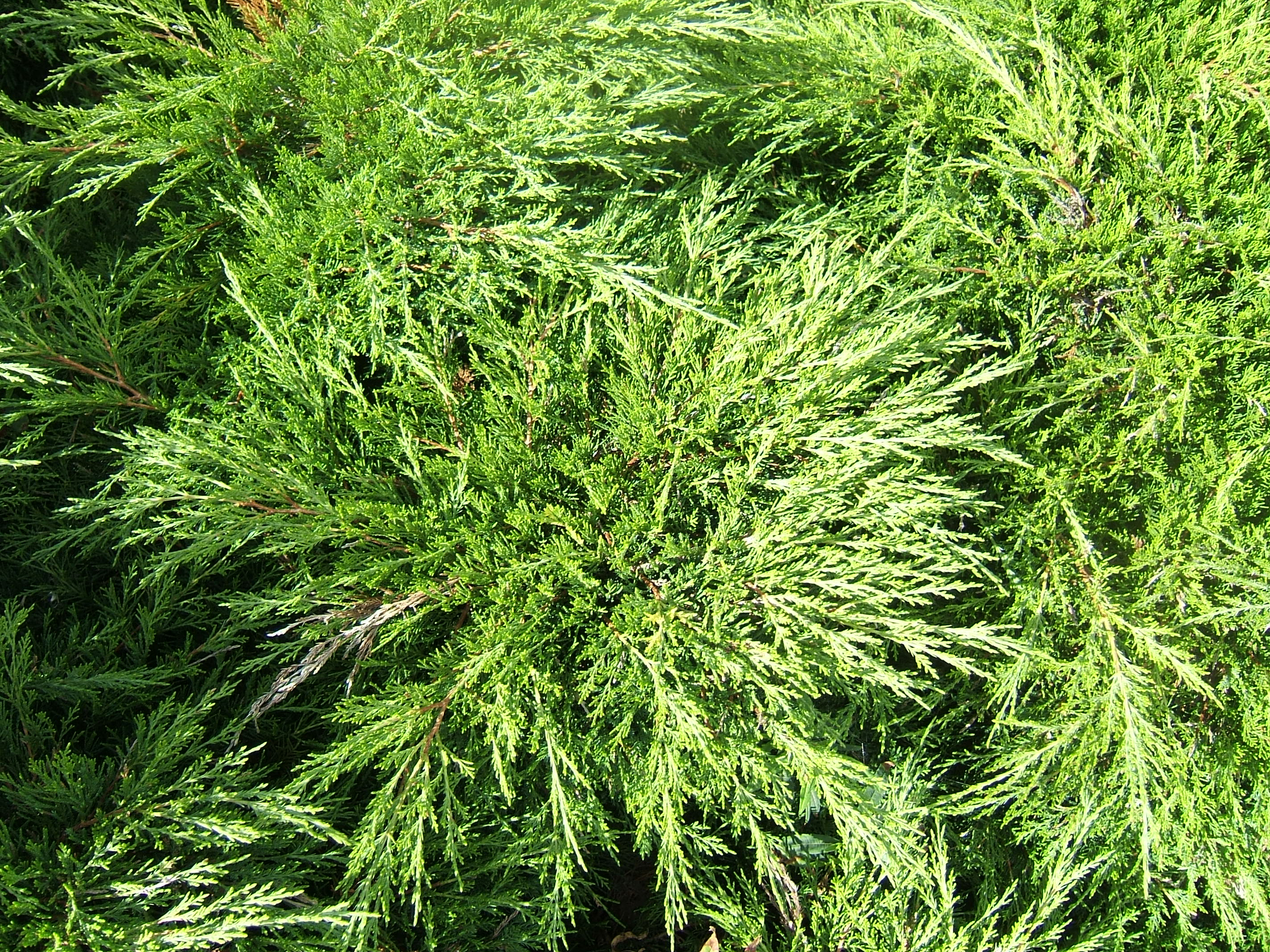
Можжевельник казацкий
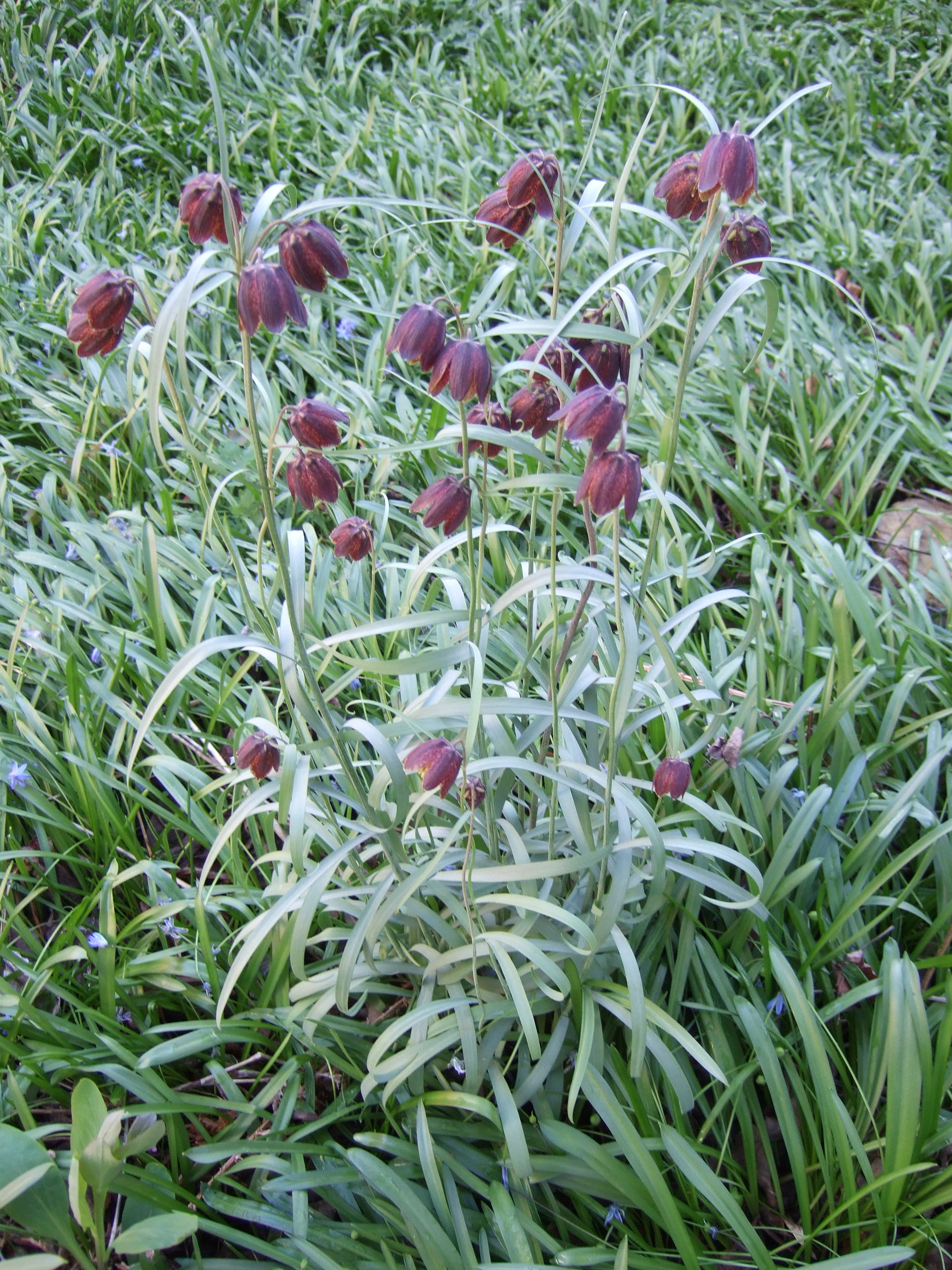
Рябчик русский

За обеспечение охраны и функционирование ООПТ несёт ответственность Комитет охраны окружающей среды и природопользования Волгоградской области.